# Warrior (grup de música)
Warrior és un grup estatunidenc de heavy metal de Los Angeles (Califòrnia) creat el 1982.
Com és el cas de grups contemporanis com Ratt i Rough Cutt, el nucli del grup format pels guitarristes Joe Floyd i Tommy Asakawa i el cantant Parramore McCarty van provar sort a San Diego i a la costa de Los Angeles, (Califòrnia). Afegint el bateria Liam Jason i el baixistaRick Bennett, el grup va començar a iniciar-se sota el nom de Fury, i aviat van prendre lloc a clubs locals amb el seu estil futurístic influenciat pel heavy metal europeu.

## Membres actuals
- Parramore McCarty - Cantant
- Joe Floyd - Guitarra
- AC Alexander - Guitarra
- Rob Farr - Baix
- Dave DuCey - Bateria

## Formacions anteriors
Mk.X
- Marc Storace - Cantant
- Joe Floyd - Guitarra
- Rob Farr - Baix
- Dave DuCey - Bateria

Mk.IX
- Rob Rock - Cantant
- Joe Floyd - Guitarra
- Mick Perez - Guitarra
- Simon Oliver - Baix
- Dave DuCey - Bateria

Mk.VIII
- Parramore McCarty - Cantant
- Joe Floyd - Guitarra
- Mick Perez - Guitarra
- Sam - Baix
- Dave DuCey - Bateria

Mk.VII
- Parramore McCarty - Cantant
- Joe Floyd - Guitarra
- Roy Z - Guitarra
- Ray Burke - Baix
- Jorge Miguel Palacios - Bateria

Mk.VI
- Parramore McCarty - Cantant
- Joe Floyd - Guitarra
- Roy Z - Guitarra
- Kenny Chaisson - Baix
- Jorge Miguel Palacios - Bateria

Mk.V
- Parramore McCarty - Cantant
- Joe Floyd - Guitarra
- Roy Z - Guitarra
- Kelly Pattrik - Baix
- Jorge Miguel Palacios - Bateria

Mk.IV
- Parramore McCarty - Cantant
- Joe Floyd - Guitarra
- Roy Z - Guitarra
- Kelly Pattrik - Baix
- Dave Imondi - Bateria

Mk.III (Warrior/Cold Fire)
- Shawn Carvin - Cantant
- Joe Floyd - Guitarra
- Kelly Magee - Baix
- Nick Menza - Bateria

Mk.II
- Parramore McCarty - Cantant
- Joe Floyd - Guitarra
- Tommy Asakawa - Guitarra
- Bruce Turgon - Baix
- Jimmy Volpe - Bateria

Mk.I
- Parramore McCarty - Cantant
- Joe Floyd - Guitarra
- Tommy Asakawa - Guitarra
- Rick Bennett - Baix
- Liam Jason (aka Jackie Enx) - Bateria

## Discografia
- Fighting For The Earth (1985)
- Ancient Future (1998)
- The Code Of Life (2001)
- The Wars Of Gods And Men (2004)